# Marco Burch
Marco Burch (Sarnen, 2000. október 19. –) svájci korosztályos válogatott labdarúgó, a lengyel Radomiak hátvéde kölcsönben a Legia Warszawa csapatától.

## Pályafutása

### Klubcsapatokban
Burch a svájci Sarnen városában született. Az ifjúsági pályafutását az Alpnach csapatában kezdte, majd 2011-ben a Luzern akadémiájánál folytatta.
2019-ben mutatkozott be a Luzern első osztályban szereplő felnőtt csapatában. Először a 2019. december 7-ei, Young Boys ellen 1–0-ra elvesztett mérkőzésen lépett pályára. Első gólját 2021. május 1-jén, a Vaduz ellen idegenben 2–1-re elvesztett találkozón szerezte meg.
2023. szeptember 3-án a lengyel első osztályban érdekelt Legia Warszawa szerződtette. A 2024–25-ös szezon második felében a Radomiak csapatát erősítette kölcsönben.

### A válogatottban
Burch 2021-ben debütált a svájci U21-es válogatottban. Először a 2021. május 30-ai, Írország ellen 2–0-ra megnyert barátságos mérkőzésen lépett pályára. Első válogatott gólját 2022. szeptember 22-én, Japán ellen 2–1-es győzelemmel zárult barátságos mérkőzésen szerezte meg.

## Statisztika
2022. november 9. szerint.
| Klub     | Szezon   | Bajnokság          | Bajnokság | Bajnokság | Kupa  | Kupa  | Nemzetközi | Nemzetközi | Összesen | Összesen |
| Klub     | Szezon   | Bajnokság          | Mérk.     | Gólok     | Mérk. | Gólok | Mérk.      | Gólok      | Mérk.    | Gólok    |
| -------- | -------- | ------------------ | --------- | --------- | ----- | ----- | ---------- | ---------- | -------- | -------- |
| Luzern   | 2019–20  | Swiss Super League | 7         | 0         | 0     | 0     | —          | —          | 7        | 0        |
| Luzern   | 2020–21  | Swiss Super League | 18        | 1         | 4     | 0     | —          | —          | 22       | 1        |
| Luzern   | 2021–22  | Swiss Super League | 36        | 3         | 4     | 0     | 2          | 0          | 42       | 3        |
| Luzern   | 2022–23  | Swiss Super League | 14        | 3         | 1     | 0     | —          | —          | 15       | 3        |
| Összesen | Összesen | Összesen           | 75        | 7         | 9     | 0     | 2          | 0          | 86       | 7        |

## Sikerei, díjai
Luzern
- Svájci Kupa
  - Győztes (1): 2020–21